# Hochpreußisch

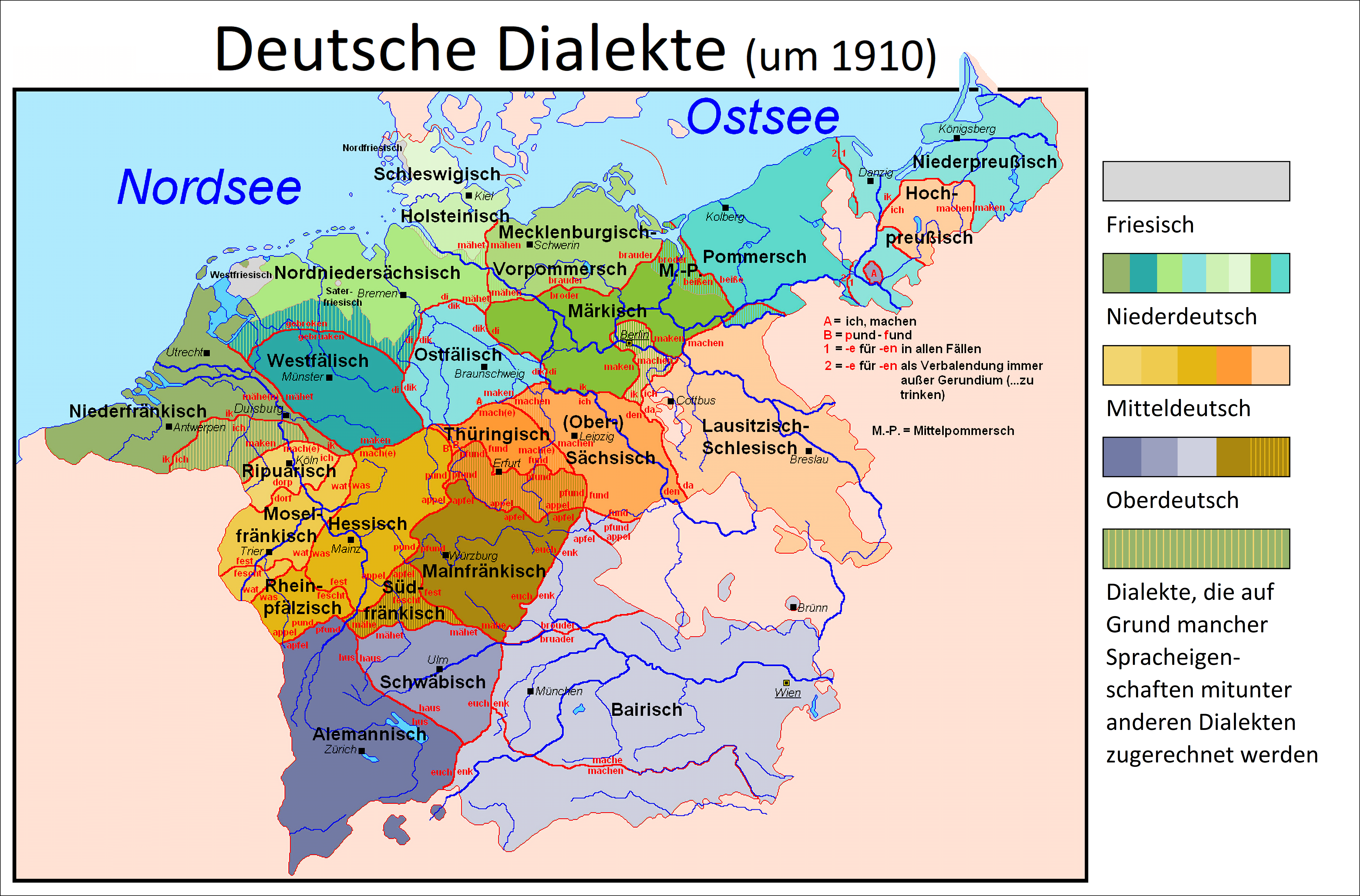
Deutsche und niederländische Dialekte 1910. Im Nordosten der Karte ist die Abgrenzung des Hochpreußischen und die oberdeutsche Sprachinsel um Culmsee gut zu erkennen

Hochpreußisch werden die mitteldeutschen Dialekte in Ostpreußen genannt, die nach verbreiteter Ansicht von thüringischen und schlesischen Einwanderern ab dem 13. Jahrhundert in das Land gebracht wurden. Sie gehören zur Gruppe der ostmitteldeutschen Dialekte und wurden vor allem im Ermland, der katholisch geprägten Mitte Ostpreußens, und im ostpreußischen Oberland gesprochen.
Die Bezeichnung „Hochpreußisch“ ist eine rein akademische; die Sprecher selbst bezeichneten ihre jeweiligen Dialekte als „Oberländisch“ bzw. „Breslau[i]sch“.
Das Hochpreußische unterteilte sich in die Mundartgebiete des Oberländischen im Westen und des Breslauschen im Osten, die sich sprachlich deutlich voneinander unterschieden, wobei das Oberländische dem Standarddeutschen viel näher stand.
Der Wortschatz der hochpreußischen Dialekte ist erfasst und beschrieben im Preußischen Wörterbuch von Walther Ziesemer.

## Geographische Abgrenzung

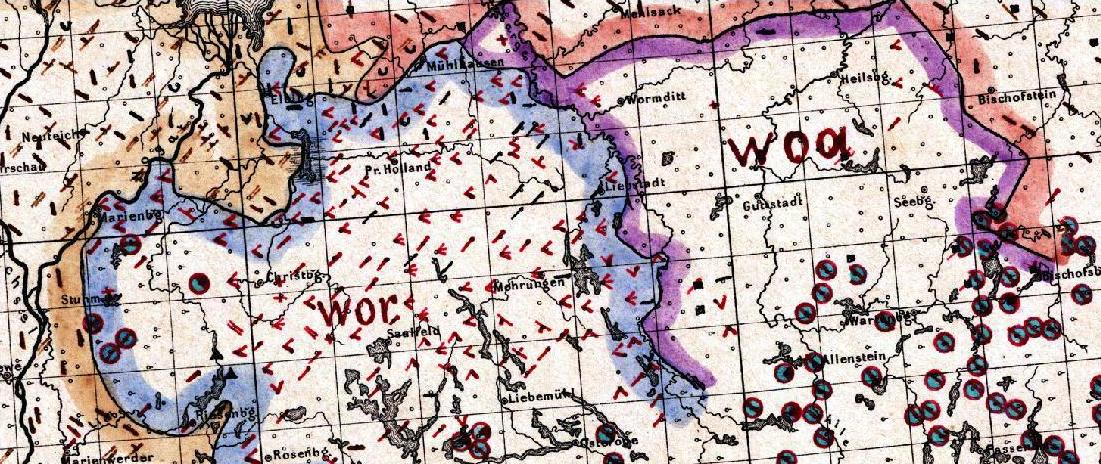
Die Isoglosse wor -woa markierte neben anderen Merkmalen innerhalb des hochpreußischen Dialekts die Grenze zwischen den Unterdialekten Oberländisch (links, gerolltes "-r") und Breslausch (rechts, vokalisiertes "-r")

Hochpreußisch wurde in dem Teil Ostpreußens gesprochen, der südlich der Benrather Linie lag. Diese Sprachgrenze zwischen Hoch- und Niederpreußisch zählte vor 1945 zu den am schärfsten wahrnehmbaren Sprachgrenzen in Deutschland überhaupt. Zum hochpreußischen Dialektkontinuum gehörten ebenfalls die Gebiete Westpreußens östlich der Weichselniederung. Die hochpreußische Gesamtfläche war im Westen, Norden und Osten vom niederpreußischen und im Süden von einem Gebiet umgeben, in dem mundartlich gefärbte hochdeutsche Umgangssprache und Masurisch gesprochen wurde.
Die Grenze zwischen den beiden Varietäten Breslausch und Oberländisch bildete fast ausschließlich der Fluss Passarge, der z. B. mit der woa / wor -Isoglosse (für neuhochdeutsch war) identisch war.

## Herkunft des Dialekts
Nachdem der Braunsberger Oberlehrer J. A. Lilienthal im Jahre 1842 erstmals die Bezeichnung „breslauisch“ für das Hochpreußische im Ermland verzeichnet hatte, galt es als offensichtlich, dass das Ermland von Schlesiern besiedelt wurde, die ihren Dialekt mitbrachten. Aufgrund von Ortsnamengleichungen wurde allerdings auch Thüringen als Heimat zumindest der Oberländer in Betracht gezogen. (So noch Ziesemer um 1926.) Die herrschende Annahme war, dass die nach Preußen einwandernde Oberschicht, die nachweislich zum großen Teil aus Thüringen stammte, ihre Bauern aus der eigenen Heimat mitgebracht hätte. Walther Mitzka bestritt diese Folgerichtigkeit und wollte nur sprachliche Kriterien gelten lassen. So konnte er 1937 feststellen, dass das Hochpreußische lautgesetzlich von den in der Forschung anerkannten "gesamtschlesischen Merkmalen" abwich, so dass Hochpreußisch unmöglich als Schlesisch bezeichnet werden könne. Stattdessen stellte er innerhalb der ostmitteldeutschen Dialekte die größte sprachliche Verwandtschaft mit einem Gebiet der Niederlausitz fest, dessen Kern zwischen Lübben im Westen und Guben im Osten lag. (Dieses Dialektgebiet wird allerdings zum Beispiel von Peter Wiesinger nicht zu den lausitzischen Dialekten gerechnet, sondern ist das Kerngebiet des südmärkischen Dialekts). Daraus entwickelte Mitzka die These, dass die mitteldeutschen Siedler, deren Ankunft durch zahlreiche Handfesten zeitlich genau bestimmt werden kann, die Mark Lausitz zwischen 1290 und 1330 verließen, als politisch bewegte Zeiten das Siedeln in Preußen attraktiver erscheinen ließen.
Erhard Riemann überprüfte Mitzkas These anhand weiteren wortgeographischen Materials und kam zu dem skeptischen Schluss, dass das Material nicht ausreiche, um eine sichere Herleitung aus einem begrenzten Raum zuzulassen. Wohl könne die Verbreitung von brüh = „heiß“ und Mache = „Mädchen“ zu einem solchen Schluss verleiten, aber andere Wortkarten zeigten ein völlig unterschiedliches Bild, indem sie als Entsprechung zu mittelermländischen Worträumen ganz anders gelagerte Wortinseln im ostmitteldeutschen Raum oder, was noch häufiger der Fall sei, sehr ausgedehnte, von Schlesien über die Lausitz bis Sachsen-Thüringen oder sogar noch viel weiter nach Westen bis nach Hessen oder bis ins Moselfränkische sich erstreckende Worträume aufweisen. Laut Riemann müssen wir deshalb mit stärkerer herkunftsmäßiger Mischung der Siedler rechnen und sollten uns auch bei der Herleitung des Breslauschen mit der Feststellung begnügen, dass als Ausgangslandschaft sehr weite ostmitteldeutsche Gebiete in Frage kommen, innerhalb deren möglicherweise Niederschlesien und die Niederlausitz Schwerpunkte gebildet haben.

## Sprachliche Merkmale
Die hochpreußische Sprachinsel lag südlich der Benrather Linie und nördlich der Speyerer Linie, gehörte also zum Gebiet der mitteldeutschen Dialekte. Weiterhin lag sie östlich der Germersheimer Linie und gehörte damit zu den ostmitteldeutschen Dialekten.
Von den übrigen ostmitteldeutschen Dialekten (insbesondere vom Schlesischen, mit dem es oft vorschnell gleichgesetzt wurde) unterscheidet sich das Hochpreußische vor allem durch viele Gemeinsamkeiten in Phonologie, Grammatik und Wortschatz mit dem Niederpreußischen.
Die wichtigsten „Borussozismen“ sind:
- Ausfall des -n im Infinitiv (wie in der Karte am Anfang des Artikels angedeutet)
- Beibehaltung des ge- im Partizip Präteritum (zum Vergleich: mecklenburgisches Ostniederdeutsch bei Fritz Reuter: hei is lopen; dagegen niederpreußisches Ostniederdeutsch: he is jelope). Das Präfix kommt in allen hochdeutschen Dialekten und damit auch im Hochpreußischen oder im Schlesischen vor. Ziesemer zählte dieses Merkmal auf, weil die Beibehaltung des Präfix ein Merkmal des Niederpreußischen innerhalb der niederdeutschen Dialekte ist.
- Entrundung (Kenig, Brieder, Freide, Kreiter für standarddeutsch König, Brüder, Freude, Kräuter)
- Überoffene Aussprache des e (schnall, Ack)
- Vorliebe für Verkleinerungssilben (kommche, duche, Briefchedräger und niederpreußisch de lewe Gottke) – umlautlose Verkleinerungsformen (Hundchen, Katzchen, Mutterchen)
- nuscht für standarddeutsch nichts

## Breslausch
Breslausch (auch: Breslauisch, Ermländisch) wurde hauptsächlich im mittleren Ermland in dem Viereck Wormditt-Heilsberg-Bischofsburg-Allenstein gesprochen.
Dieses Dialektgebiet ist fast vollständig deckungsgleich mit dem bischöflichen Anteil des Fürstbistums Ermland, das der Bischof von Ermland mit mitteldeutschen Bauern kolonisierte. Die Masse der Dörfer entstand in den 1320er und 1330er Jahren. Das nördlich des breslauschen Dialektgebietes liegende ermländische Gebiet wurde vom ermländischen Domkapitel mit Bauern aus dem niederdeutschen Sprachgebiet besiedelt.

### Lautlehre
Sprachliche Merkmale im Konsonantismus sind:
- Die Vorsilbe er- erscheint meist als Vorsilbe dəř- (dəřfrīze für standarddeutsch erfrieren).
- b erscheint im Anlaut meist als b, seltener als p (pauəř, potəř, puš für standarddeutsch Bauer, Butter, Busch; ähnlich wie im Lausitzischen und Schlesischen). Intervokalisch und nach l und r ist b meist w (raiwə, īwə, ferwə, kelwəř für standarddeutsch reiben, üben, färben, Kälber); vor Konsonanz ist b gewöhnlich f (ārfs, hōfk für standarddeutsch Erbse, Habicht).
- g wird zu j in der Vorsilbe ge- und im Inlaut und jungem Auslaut nach l, r (jəhālə, morjə für standarddeutsch gehalten, morgen). Sonst meist g oder k (gāršt, jənuk für standarddeutsch Gerste, genug). Palatales, am vorderen Gaumen gebildetes g, steht im Anlaut vor Palatalvokal und vor r, l (gestərə, grisə für standarddeutsch gestern, grüßen). Anlautendes g erscheint als k in: ken, endəkain (für standarddeutsch gegen, entgegen).
- k kommt sowohl als palatales k (kaine, kiŋt für standarddeutsch keimen, Kind) wie auch als velares k (kalp, kop für standarddeutsch Kalb, Kopf) vor.
- Breslausch sind -nd, -nt meist gutturalisiert (biŋə, štuiŋ für standarddeutsch binden, Stunde); oberländisch jedoch nicht im gleichen Umfang und -nt bleibt meist unverändert.
- Westgermanisches p ist zu f geworden, der Laut pf fehlt in der Mundart (fefəř, fārt, faif für standarddeutsch Pfeffer, Pferd, Pfeife); nach Nasal und in der Gemination steht p (damp, zomp, top, klopə für standarddeutsch Dampf, Sumpf, Topf, klopfen).
- Standarddeutsches r ist meist vokalisiert ř, besonders in der Stellung əř.
- s wird nach altem r zu sch (Borscht für standarddeutsch Bürste).

### Dialektproben
- "Da ermlängsch Baua on da Taiwel" (Volkssage)
- "Im Ärmland scheint der Maund so grauß." (spöttische Redensart in Ostpreußen)
- Öch schloo da foat mött ömm Karchleffel ömm de Ohre, du Aff![14] (Wenker-Satz Nr. 11)

## Oberländisch
Oberländisch wurde hauptsächlich in den Landkreisen Preußisch Holland und Mohrungen sowie in den westlich angrenzenden Moränengebieten bis zur Weichselniederung gesprochen.
Das Gebiet des Oberlands wurde nach verbreiteter Meinung im 13. und 14. Jahrhundert von mitteldeutsch sprechenden Siedlern aus Thüringen besiedelt. Die Ortsnamen Mohrungen, Mühlhausen und Saalfeld erinnern an die Herkunftsgebiete der Siedler (Morungen, Mühlhausen, Saalfeld). Nach Mitzka erinnern die Ortsnamen zumindest an die Herkunftsgebiete der Oberschicht. Viele Ortsgründungen gingen nämlich auf den Komtur von Christburg Sieghard von Schwarzburg zurück, der aus Thüringen stammte. Die Masse der deutschen Dörfer im Oberland entstand zwischen 1290 und 1330.
Im Gebiet der Komturei Christburg, das große Teile des Oberlandes umfasste, bildeten Prußen etwa die Hälfte der Einwohner, so dass die prußische Sprache auch ihre Spuren im deutschen Dialekt des Oberlandes hinterließ (z. B. Plintze: Pfannkuchen, Margell: Mädchen).

### Weitere Unterteilungen
Während das Breslausche ein relativ homogenes Dialektgebiet bildete, war das Gebiet des Oberländischen nach den Erhebungen Georg Wenkers um 1880 von zahlreichen Isoglossen durchzogen. Sie ließen ein Dialektkontinuum erkennen, das sich zwischen zwei Polen bewegte: Die Ortsdialekte im Südwesten (im Kreis Rosenberg) standen dem Standarddeutschen sehr nahe, die Dialekte im Nordosten (im Kreis Preußisch Holland) standen dem Breslauschen nahe. Der Dialekt der Gegend von Lauck (im äußersten Nordosten des Kreises Preußisch Holland) war mit dem Breslauschen fast identisch. Die Ortsdialekte des Kreises Mohrungen bildeten einen fließenden Übergang zwischen den beschriebenen Polen.
Die letzten beiden Wenkersätze (Nr. 39 und 40) sollen das veranschaulichen:
|                                        | 39 Geh nur, der braune Hund tut dir nichts. | 40. Ich bin mit den Leuten da hinten über die Wiese ins Korn gefahren. |
| -------------------------------------- | ------------------------------------------- | ---------------------------------------------------------------------- |
| Vogtenthal, Kreis Rosenberg            | Geh man, dörr braune Hund titt dör nuscht.  | Öch bön met dön Leut do hinten öber de Wös ens Korn gefohre.           |
| Barten (Kreis Mohrungen)               | Geh‘ ma, de braune Hund titt dörr nuscht.   | Ech sei met de Leit dao hinge eb’r de Wees en’s Korn gefaore.          |
| Borchertsdorf, Kreis Preußisch Holland | Geh man, da braune Hund titt dea nuscht.    | Ech sei mete Leut do hinge ewa de Wes ens Koren gefohre.               |
| Zum Vergleich: Breslausch              |                                             |                                                                        |
| Queetz, Kreis Heilsberg                | Geh dach, da braun Hungd tit da nuscht.     | Ech sei mete Leute do hinge ewa de Wes ens Kohre gefohre.              |

Nach Stuhrmann, Mitzka, Ziesemer und Teßmann bildete das Oberländische einen einheitlichen Unterdialekt, der sich bis zur Benrather Linie an der Weichselniederung erstreckte. Nach Kuck und zuletzt Szulc war im Bereich des ehemaligen Kreises Rosenberg ein besonderer Unterdialekt des Hochpreußischen auszumachen, den sie Rosenbergisch nannten.

### Lautlehre
Die oben genannten sprachlichen Merkmale des Breslauschen gelten weitgehend auch für das Oberländische und sind demnach allgemein hochpreußische Merkmale. Folgende Merkmale gehören zu den auffallendsten Schibboleths des Oberländischen:
- Das Oberländische behält das b in allen Fällen als Verschlusslaut bei.
- Das r ist im Oberländischen stets gerollt.
- Die Gutturalisierung ist nur teilweise durchgeführt ("Kind": Oberländisch Singular "Kint"[Anm 2], Plural "Kinger").

Teßmann führt folgende Merkmale als weniger auffällig auf:
- Bei der Endung von Adjektiven und Zahlwörtern hat das Oberländische -ik und das Breslausche -ich.
- Das Oberländische bewahrt mittelhochdeutsches -er-, während das Breslausche -ar- hat.
- Das Gleiche gilt für mittelhochdeutsches offenes e (lang und kurz), das im Breslauschen zu a (lang und kurz) wird.

### Dialektproben
- Ech schlao dör fohrts met d'm Kochleffel om de Ohre, du Aff![22] (Wenker-Satz Nr. 11)

Zum Oberländischen zählte auch der Stadtdialekt von Elbing. August Schemionek veröffentlichte im Jahre 1881 folgende Anekdote, in der der Elbinger Dialekt eine Rolle spielt:

„Ein Elbinger kommt nach Dresden und frühstückt im Hotel auf seinem Zimmer, wobei ihm der Napf mit Sahne umfällt. Er eilt nach dem Flur, wo er der Schleußerin zuruft: "Trautstes Margellche, öch hoab Mallöhr gehatt, der Schmandtopp es mer umgekäkelt on Salwiött on Teppich eene Gloms. Bring se urschend e Seelader rauffert." Die Schleußerin eilt zum Oberkellner: "Auf Nr. 77 sei ein Ausländer, dem sie kein Wort verstehen könne."“

„Liebes Fräulein [wörtlich: Mädchen], mir ist ein Missgeschick passiert, der Sahnetopf ist mir umgekippt und Serviette und Teppich sind voller Sahne [wörtlich: (ist) ein Quark]. Bringen Sie [oder: bringe sie (Anrede in dritter Person Singular)] irgend einen Wischlappen herauf.“

## Schicksal des Dialekts nach 1945
Da nach 1945 nahezu alle Hochpreußischsprecher vertrieben wurden und die Vertriebenen im Westen verstreut siedelten (Ausnahme zum Beispiel Ermländersiedlungen auf einem früheren Truppenübungsplatz in Heckenbach/Eifel), sind die Dialekte inzwischen so gut wie ausgestorben.
Weitere Hochpreußischsprecher siedelten in den 1970er und 1980er Jahren als sogenannte Spätaussiedler nach Westdeutschland über. Heute ist der Dialekt weitestgehend ausgestorben und wird in Deutschland außer im familiären Umfeld der "Erlebnisgeneration" nur noch auf Heimattreffen aus nostalgischen Gründen gesprochen, hat aber als Alltagssprache praktisch keine Bedeutung mehr. In Polen war die Sprache der wenigen Nicht-Vertriebenen nach 1945 starken Repressionen ausgesetzt, wodurch der aktive Gebrauch der Sprache noch geringer als in Deutschland war. Die seit 1991 anerkannte Deutsche Minderheit in Polen bedient sich des Hochdeutschen.

## Verweise